# إيالة الموصل
إيالة الموصل (بالتركية العثمانية: ایالت موصل)‏ هي إحدى إيالات الدولة العثمانية المأهولة بشكل رئيسي من الكرد. تشكلت في عام 1517 وظلت قائمة حتى عام 1864، وبلغت مساحتها 7،832 كم² في القرن التاسع عشر، وكانت تغطي أجزاء من منطقة شمال العراق الحالي.
سيطر العثمانيون على الموصل بعد معركة جالديران. وكانت تحدها إيالة بغداد من الجنوب، وإيالة ديار بكر من الشمال، وإيالة الرقة من الغرب، وإيالة شهرزور من الشرق.

## سناجق الإيالة
ضمت أربعة سناجق هي:
- سنجق نينوى
- سنجق تكريت
- سنجق بجوانلي
- سنجق هارد؟